# Systematic Chaos
Albums de Dream Theater
Score
(2006) Greatest Hit (...And 21 Other Pretty Cool Songs)
(2008)
Systematic Chaos est le neuvième album studio du groupe de metal progressif Dream Theater sorti le 5 juin 2007 sur le label Roadrunner Records, le premier de la formation.

## Genèse
À la suite de l'enregistrement de leur album live Score fêtant leur vingtième anniversaire le 1er avril 2006, Dream Theater s'accorde une pause durant l'été pour la première fois depuis dix ans et se donne rendez-vous pour septembre. Ils se retrouvent aux Studios Avatar de New York, dans une ambiance que Mike Portnoy qualifie « comme la meilleure qu'ils aient jamais eus »,. Comme pour les autres albums studio, la formation compose et enregistre simultanément. Portnoy et Petrucci co-produisent l'album mais engagent Paul Northfield (en) pour la partie ingénierie du son et le mixage car il a travaillé aux côtés de Rush ou Queensrÿche, des groupes qui les ont inspirés, et parce qu'ils ont besoin « d'une oreille extérieure objective », bien qu'ils prennent les décisions finales,.
Contrairement aux précédents albums qui étaient bâtis autour d'un thème (Metropolis Part 2: Scenes from a Memory est un album concept, Train of Thought est un disque heavy, « à fond » et Octavarium est construit autour des chiffres 5 et 8), Portnoy souhaite que celui-ci soit à la fois « cool » et « vigoureux », sans faire part de ses idées à ses collègues afin de ne pas perturber « leur mordant, leur agressivité et leur côté moderne »,.

## Parution et réception
Deux clips ont été faits pour la promotion : Constant Motion et Forsaken, ce dernier étant un dessin animé.
Une édition spéciale de l'album a également été éditée. Elle comporte un DVD bonus avec les chansons en 5.1, ainsi qu'un documentaire de 90 minutes réalisé par Mike Portnoy, intitulé Chaos in Progress : The Making of Systematic Chaos, qui présente un making-of de l'album.

## Caractéristiques artistiques

### Thèmes et compositions
Repentance, la cinquième piste de l'album, est la quatrième chanson de la Alcoholics Anonymous suite de Mike Portnoy dans lequel il évoque son expérience avec l'alcoolisme. Elle suit The Glass Prison (sur Six Degrees of Inner Turbulence), This Dying Soul (sur Train of Thought) et The Root of All Evil (sur Octavarium). Elle présente les huitièmes et neuvièmes étapes du programme des Alcooliques anonymes, qui en compte douze.
La chanson In The Presence of Enemies présente de très forte similitudes dans les paroles avec le manhwa Priest de Hyun Min-Woo. Dans une interview, John Petrucci a avoué que la chanson a été basée sur une BD asiatique. Il est donc fortement probable que la chanson et le manhwa se recoupent.

### Titre et pochette
Le titre Systematic Chaos représente le groupe en général, la musique du groupe étant complexe et chaotique (Chaos) tout en étant organisée et ayant un sens (Systematic).

## Fiche technique

### Liste des chansons
Toute la musique est composée par Dream Theater.
| No | Titre | Paroles       | Durée                             |
| -- | --- | ------------- | --------------------------------- |
| 1. | In The Presence of Enemies Pt.1 - I. Prelude - II. Resurrection                                                     | John Petrucci | 9:00 - 4:15 - 4:45                |
| 2. | Forsaken | John Petrucci | 5:35                              |
| 3. | Constant Motion | Mike Portnoy  | 6:55                              |
| 4. | The Dark Eternal Night                                                                                              | John Petrucci | 8:53                              |
| 5. | Repentance - VIII. Regret - IX. Restitution                                                                         | Mike Portnoy  | 10:43 - 5:43 - 5:00               |
| 6. | Prophets of War | James LaBrie  | 6:00                              |
| 7. | The Ministry of Lost Souls                                                                                          | John Petrucci | 14:58                             |
| 8. | In The Presence of Enemies Pt.2 - III. Heretic - IV. The Slaughter of the Damned - V. The Reckoning - VI. Salvation | John Petrucci | 16:38 - 6:10 - 3:07 - 3:27 - 3:54 |